# جورج أونغر
جورج أونغر (بالألمانية: Georg Unger)‏ هو مغني أوبرا ألماني، ولد في 6 مارس 1837 في لايبزيغ في ألمانيا، وتوفي بنفس المكان في 2 فبراير 1887.